# NGC 555
NGC 555 est une galaxie lenticulaire située dans la constellation de la Baleine. NGC 555 a été découverte par l'astronome américain Frank Müller en 1886.

## Caractéristiques
Sa vitesse par rapport au fond diffus cosmologique est de 9 969 ± 49 km/s, ce qui correspond à une distance de Hubble de 147 ± 10 Mpc (∼479 millions d'al).